# Alessandra Martín
Alessandra Martín Mesas, más conocida como Alessandra Martín (Utrecht, 12 de junio de 1983), es una periodista, redactora, reportera, y presentadora española.

## Biografía
Nació en Utrecht (Países Bajos) en 1983, pero creció en Barcelona y ha vivido en Madrid, Bruselas, Buenos Aires y Chicago.
Es licenciada en Periodismo y Humanidades por la Universidad Internacional de Cataluña (Barcelona), tiene un máster en Periodismo Audiovisual cursado en la Escuela Superior de Imagen y Sonido (Madrid), un Curso de Presentadores de televisión realizado en la Facultad de Ciencias de la Comunicación en la Universidad Ramon Llull (Blanquerna), y aventurada en la Interpretación frente a cámara por la escuela Cinemaroom y el director Pape Pérez.

## Trayectoria profesional
Se inició en el mundo de la televisión con 19 años, trabajando como azafata y copresentadora del programa “Cerca de Ti” de TVE. Ha sido jefa de informativos y presentadora de varios formatos en ETV (televisión comarcal del Bajo Llobregat); coordinadora, guionista y reportera en 25 tv (local de Barcelona); presentadora de Informativos y programa de denuncia social en Canal Català tv (autonómica); reportera en “Mi Cámara y yo” de Telemadrid y “Noche 10″ de La 10; redactora en el programa de “Els Matins” de TV3, “Summertime” de La Sexta y “Tal Como Son” de Telemadrid; y presentadora de tres pilotos: “Cròniques 8″, un magazine en directo de entretenimiento y actualidad dirigido por Mediapro para Grupo Godó, “En busca de los únicos” formato de viajes en torno a personajes extraordinarios dirigido por Europroducciones para Cuatro y “Glamour tv” un docu-reality de moda dirigido por Ana García-Siñeriz y la revista Glamour para Nova (Grupo Atresmedia) y una de las presentadoras del programa “Premier Casino” de Telecinco y La Siete (Grupo Mediaset España). 
También ha sido corresponsal en Madrid del portal de noticias e-noticies, redactora en el departamento de economía de la agencia Europa Press y trabajado en el gabinete de prensa de un partido político en el Parlmento Europeo, Bruselas.
En cuanto a comunicación corporativa, ha dirigido la campaña integral de lanzamiento de una marca de ropa solidaria, dress4hope.com, entrevistado a cantantes de rock internacional para Last Tour International y coordinado la realización de vídeos para distintos actos del Colegio de Ingenieros de Caminos de Madrid, la Asociación de la Prensa de Madrid, el Ministerio de Sanidad, Política Social e Igualdad y la empresa Acceso.
Ha ejercido de Maestra de Ceremonias para eventos de empresas y multinacionales como Avnet, IPM, Porsche o la Universidad Abierta de Cataluña.
Por otra parte, ha presentado vídeos tutoriales en línea para empresas como Repsol, Endesa, Grupo Inmark y Bankinter, doblado la campaña de la Renta 2011 en catalán y valenciano y protagonizado los spots de televisión e Internet de Unidad Editorial-Orbyt, Volkswagen, El Corte Inglés, L’Oréal, Leroy Merlin, Movistar, Nivea, Mustela y Lenor.
Durante el 2014 vivió en Buenos Aires (Argentina), contratada por el grupo UNO Medios como directora de proyecto para el lanzamiento de Argentina Shale, un portal en línea de noticias especializado en el sector energías y por el canal de televisión en abierto América 2 como tertuliana/panelista política del programa diario y en prime-time llamado “Intratables” y de “Intrusos en el espectáculo”, el programa de espectáculos con más índice de audiencia del país, y como presentadora de las noticias Internacionales en el Informativo de A24. 
En el 2015 estuvo de paso por España, trabajando como tertuliana del programa ‘Amigas y Conocidas’ de TVE, de redactora política en e-noticies y reportera en Trencadís de 8TV.
Actualmente reside en Chicago, donde es conductora, directora y productora asociada del segmento matutino de Univision Chicago al aire durante el show Despierta América. También ha dirigido dos documentales para Univision, "Rostros del 2017" (primer documental bilingüe de Univision), y "Secretos de una Emprendedora", los cuales le valieron varios premios Emmy Midwest en 2018, incluyendo el de Mejor Director y Mejor Documental.